# Перис (Айдахо)
Пе́рис (англ. Paris) — місто і окружний центр в окрузі Бер-Лейк, штат Айдахо, США. Лежить на західній стороні долини річки Бер. Згідно з переписом 2010 року населення становило 513 осіб, що на 63 особи менше, ніж 2000 року.
Місто засноване 26 вересня 1863 року групою мормонських піонерів Церкви Ісуса Христа Святих останніх днів на чолі з Чарлзом Ріхом. Протягом перших років на перешкоді поселенцям був суворий холодний клімат, однак завдяки рішучості й вірі вони не покинули цей район.
Перис має визначну як для свого розміру пам'ятку Bear Lake Stake Tabernacle, кам'яну церкву побудовану від 1884 до 1889 року, дизайн якої розробив Джозеф Дон Карлос Янг. Вона може вміщувати близько 2 000 осіб, що майже учетверо перевищує населення міста.

## Географія
Перис розташований за координатами 42°13′41″ пн. ш. 111°24′9″ зх. д. / 42.22806° пн. ш. 111.40250° зх. д. (42.227978, -111.402424).  За даними Бюро перепису населення США в 2010 році місто мало площу 9,10 км², з яких 9,02 км² — суходіл та 0,07 км² — водойми.

## Демографія

### Перепис 2010 року
Згідно з переписом 2010 року, у місті проживало 513 осіб у 202 домогосподарствах у складі 144 родин. Густота населення становила 56,9 особи/км². Було 299 помешкань, середня густота яких становила 33,2/км². Расовий склад міста: 97,9 % білих, 0,4 % афроамериканців, 0,2 % азіатів, 0,6 % інших рас, а також 1,0 % людей, які зараховують себе до двох або більше рас. Іспанці та латиноамериканці незалежно від раси становили 2,3 % населення.
Із 202 домогосподарств 27,7 % мали дітей віком до 18 років, які жили з батьками; 64,4 % були подружжями, які жили разом; 4,5 % мали господиню без чоловіка; 2,5 % мали господаря без дружини і 28,7 % не були родинами. 26,2 % домогосподарств складалися з однієї особи, у тому числі 12,4 % віком 65 і більше років. У середньому на домогосподарство припадало 2,54 мешканця, а середній розмір родини становив 3,11 особи.
Середній вік жителів міста становив 40,2 року. Із них 27,1 % були віком до 18 років; 5,7 % — від 18 до 24; 22,9 % від 25 до 44; 27,9 % від 45 до 64 і 16,6 % — 65 років або старші. Статевий склад населення: 51,5 % — чоловіки і 48,5 % — жінки.
Середній дохід на одне домашнє господарство  становив 58 078 доларів США (медіана — 52 813), а середній дохід на одну сім'ю — 63 335 доларів (медіана — 58 750). Медіана доходів становила 54 861 долар для чоловіків та 20 000 доларів для жінок. За межею бідності перебувало 3,5 % осіб, у тому числі 4,3 % дітей у віці до 18 років та 4,1 % осіб у віці 65 років та старших.
Цивільне працевлаштоване населення становило 223 особи. Основні галузі зайнятості: освіта, охорона здоров'я та соціальна допомога — 24,2 %, сільське господарство, лісництво, риболовля — 13,0 %, виробництво — 12,6 %.

### Перепис 2000 року
Згідно з переписом 2000 року, у місті проживало 576 осіб у 218 домогосподарствах у складі 168 родин. Густота населення становила 63,7 особи/км². Було 292 помешкання, середня густота яких становила 32,3/км². Расовий склад міста: 99,13 % білих, 0,35 % афроамериканців, 0,17 % індіанців, 0,35 % інших рас. Іспанці та латиноамериканці незалежно від раси становили 0,69 % населення.
Із 218 домогосподарств 37,6 % мали дітей віком до 18 років, які жили з батьками; 71,1 % були подружжями, які жили разом; 4,6 % мали господиню без чоловіка, і 22,5 % не були родинами. 22,0 % домогосподарств складалися з однієї особи, у тому числі 12,8 % віком 65 і більше років. У середньому на домогосподарство припадало 2,64 мешканця, а середній розмір родини становив 3,09 особи.
Віковий склад населення: 30,7 % віком до 18 років, 7,6 % від 18 до 24, 21,0 % від 25 до 44, 24,5 % від 45 до 64 і 16,1 % років і старші. Середній вік жителів — 38 років. Статевий склад населення: 48,3 % — чоловіки і 51,7 % — жінки.
Середній дохід домогосподарств у місті становив US$40 341, родин — $45 000. Середній дохід чоловіків становив $32 500 проти $20 313 у жінок. Дохід на душу населення в місті був $15 725. Приблизно 3,8 % родин і 6,2 % населення перебували за межею бідності, включаючи 5,0 % віком до 18 років і 11,9 % від 65 і старших.